# Carlos Rolando
Carlos Rolando (Rosario, Argentina, 27 de maig de 1933 - Barcelona, 3 de febrer de 2016) va ser un dissenyador gràfic i publicista, especialitzat en disseny corporatiu i creació de marca. Instal·lat a Barcelona des de 1967, Rolando va formar part d'aquella generació de dissenyadors argentins que van contribuir a la renovació del disseny a Catalunya.
Rolando és el responsable de la imatge de marca d'un gran nombre d'empreses i institucions: Ram, Roca, ARCO, Fagor, Camper, Ifema, Círculo de Lectores, entre d'altres, i va ser considerat un dels publicistes de més prestigi dins i fora de Catalunya. L'any 2005 va ser guardonat amb el Premio Nacional de Diseño que reconeix aquelles trajectòries professionals que han excel·lit en el camp del disseny o de la innovació a l'estat espanyol. L'any 2011, el "Club de Creativos" homenatjà Rolando amb el premi c de c d'Honor i el 2012, el FAD li va concedir el primer Laus honorífic en reconeixement d'una carrera plena d'èxits.
A banda de la seva faceta com a dissenyador gràfic, Rolando també és escultor.

## Trajectòria
Carlos Rolando va néixer en el si d'una família de dibuixants i pintors. El fet que el seu pare fos litògraf va marcar la seva posterior trajectòria. Comença els seus estudis d'arquitectura a la Facultat d'Arquitectura de la Universidad Nacional del Litoral (UNL) de Santa Fe a la recerca d'un suport teòric per les seves aspiracions com a dissenyador. En paral·lel als estudis d'arquitectura adquireix una formació en arts plàstiques centrada en la pintura, la fotografia i la tipografia. Complementa la seva formació amb estudis d'econòmiques i disseny.
El 1967 viatja Barcelona, com a pas previ al seu desig d'establir-se a Londres. Això no obstant, Rolando es queda definitivament a la ciutat comtal. Entre 1968 i 1973, Rolando treballa per a renomenades agències de publicitat de Barcelona. Per a Carvis, per exemple, efectua campanyes de comunicació i el disseny del packaging d'Evax o Dodotis.
L'any 1973, Rolando funda el seu propi estudi de disseny, Design Consultancy, des d'on treballa per a les primeres marques espanyoles. Al llarg de quatre dècades de professió, ha desenvolupat la identitat corporativa de marques com Pegaso, Grupo Mondragón, Astilleros Españoles, Aenor, Carburos Metálicos, Desigual, Terra, Unnim o Prisa; i per a esdeveniments com ARCO, Expo de Sevilla'92 o Madrid2016. També ha contribuÏt a forjar la imatge de la Borsa de Barcelona, el Ministerio de Hacienda y Administraciones Públicas, el CSIC i la dels Ajuntaments de Bilbao, Toledo i Castelldefels. Així mateix, ha treballat en el sector editorial, en disseny d'embalatge per a productes de gran consum i ha dut a terme campanyes de comunicació per a importants empreses, entitats i institucions.
L'any 1990 crea, junt amb la revista IP Mark, els premis Best Pack.
Rolando sempre ha investigat i observat un seguit d'artistes innumerables, però segons ell mateix, el seu major referent és Paul Rand.